# Sibogella erecta
Sibogella erecta är en nässeldjursart som beskrevs av Chantal Billard 1911. Sibogella erecta ingår i släktet Sibogella och familjen Plumulariidae. Inga underarter finns listade i Catalogue of Life.